# Église Saint-Julien-de-Brioude de Saint-Julien-de-Jonzy
L'église de Saint-Julien de Jonzy est une église paroissiale construite au cours de la deuxième moitié du XIIe siècle, modifiée en 1861 et au cours des années suivantes. Elle est classée monument historique pour son clocher et son portail. Elle fait partie des églises romanes du Brionnais, construites sous l'influence de Cluny, en Saône-et-Loire, région Bourgogne-Franche-Comté.

## Situation
L'église est située dans le cimetière de la paroisse - puis de la commune - de Saint-Julien-de-Jonzy. Le village est situé sur une hauteur, sur la route qui relie Chauffailles à Marcigny.  L'église surplombe ainsi des collines du Brionnais ; il est possible de voir un paysage s'étendant jusqu'à la montagne du Dun. Le viaduc de Mussy-sous-Dun peut être aperçu. Des chemins de randonnée passent à proximité.

## Histoire

### Création
L'église est mentionnée dès 1106 dans une charte de l'abbaye de Cluny. Elle fait alors partie du diocèse de Mâcon, de l'archiprêtré de Beaujeu, du bailliage de Semur-en-Brionnais. 

### Origine du nom
Sous l'ancien régime la paroisse Saint-Julien portait le nom de « Saint-Julien-de-Cray ». La commune de Jonzy était indépendante. La commune « Saint-Julien-de-Jonzy » résulte de la fusion, en 1860, de deux communes : celle de Saint-Julien-de-Cray et celle de Jonzy. 
Le saint Julien de cette église est saint Julien de Brioude, saint très populaire dans toute la Gaule. Saint Julien est représenté sur un vitrail du chœur (à gauche).

### Remaniement
La réédification de 1865 a préalablement donné lieu à plusieurs projets. Celui retenu conserve le clocher et le portail romans. L'architecte des travaux a été M. Berthier.

## Description

### Extérieur
Le clocher et le portail sont les seules parties romanes de l'église ayant gardé leur aspect d'origine.

#### Le clocher
Le clocher est une tour quadrangulaire que recouvre un toit pyramidal. Il comporte un seul étage de baies, au-dessus d'un soubassement plein. Le beffroi repose sur une rangée d'arcatures portées par de cours pilastres à cannelures. Deux baies, de plein cintre, accolées, sont présentes sur chaque face.

#### Le portail et son tympan

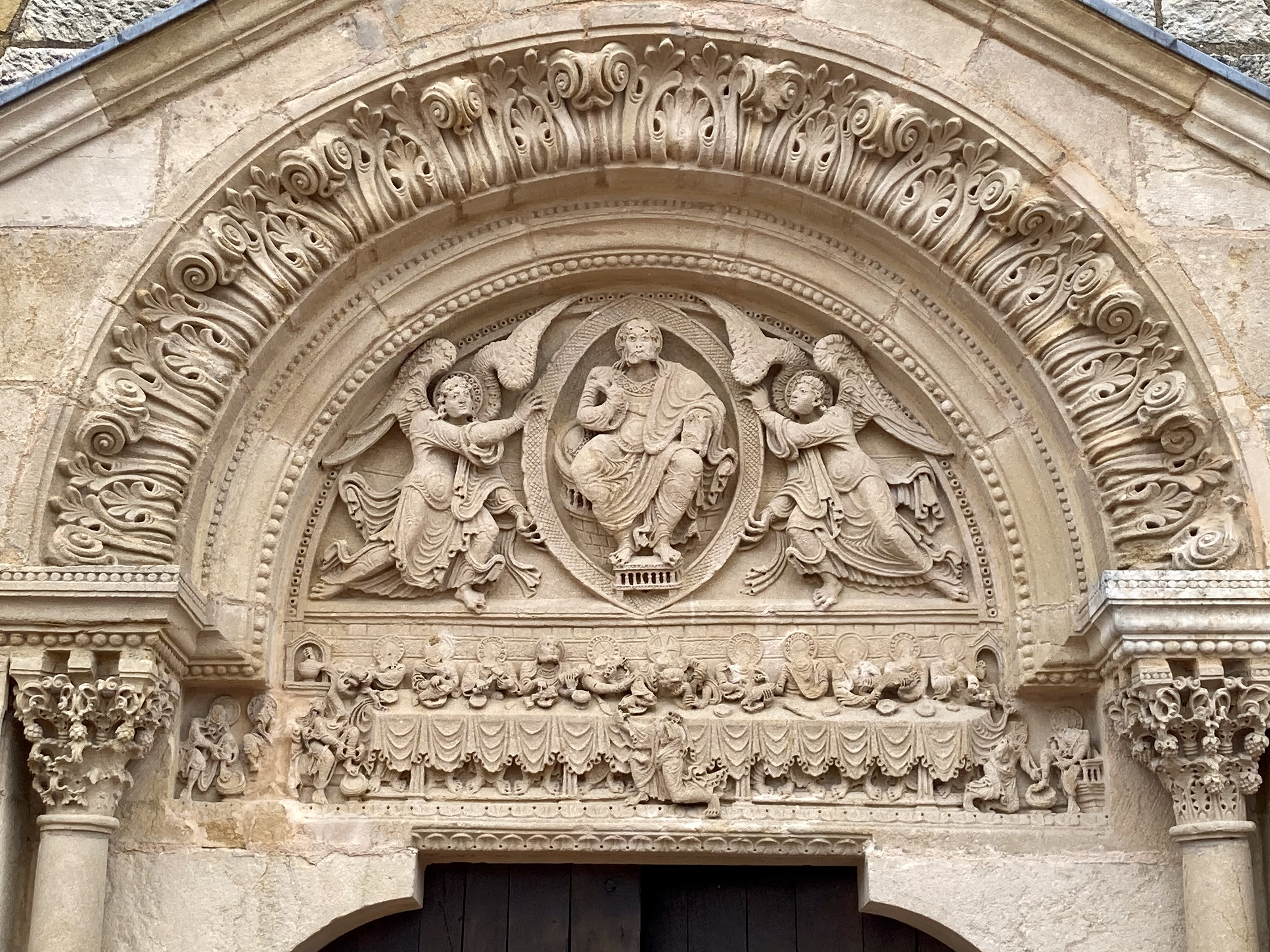
Tympan roman du XIIe siècle

Le portail comprend trois éléments : les colonnes, le tympan, le linteau. Le tympan et le linteau sont réalisés dans la même bloc de pierre calcaire. La porte est encadrée par deux colonnettes à chapiteaux et une archivolte richement décorées. Le tympan représente le Christ assis, au centre, bénissant de sa main droite levée et tenant de la main gauche le Livre de vie. Il est entouré de deux anges. Les trois personnages sont intacts, contrairement à ceux de la Cène, représentée en-dessous sur le linteau.
La qualité de la sculpture du tympan roman de l'église est considérée comme l'une des plus remarquables de Bourgogne. Ainsi le docteur Richer, dans le chapitre « attitudes et mouvements » de son ouvrage Le nu dans l'art reproduit le tympan de l'église et écrit : « au tympan occupé seulement par le Christ en majesté et deux anges, la violence, exprimée  déjà par le geste outré des deux anges, l'est aussi par le tumulte des draperies aux plis multiples comme soulevées par un vent de tempête ». Jean Virey : « la sculpture toute entière de cette porte est fort belle et très finement traitée ; elle ne ressemble en rien à la sculpture barbare, maigre et allongée, de la porte du prieuré voisin d'Anzy-le-Duc ».
Kingsley Porter juge ainsi cette sculpture, après avoir décrit le tympan de l'abbaye de Charlieu : « le tympan de Saint-Julien-de-Jonzy, plus petit, mais mieux conservé, est un travail plus fin, et par conséquent probablement plus récent, de la même main. Il peut dater de 1145 ». Joseph Déchelette estime, lui, que « la tête du seigneur est médiocre mais celles des anges est d'un ciseau énergique, Leurs cheveux retombent sur leurs épaules en boucles opulentes… ». Il ajoute : « le sculpteur donne une âme aux corps inertes. Sous son ciseau créateur s'animent non seulement les êtres mais les vêtements, les accessoires. Vous vous demanderez si les sculpteurs de l'antiquité ont seuls eu le secret des draperies manillées... ».
La sculpture du linteau représente la Cène : le Christ et les apôtres sont assis devant une table recouverte d'une nappe. Poissons et pain constituent la nourriture des convives. Saint Jean est à droite de Jésus ; Judas, est de l'autre côté, agenouillé. A l'exception d'un seul, toutes les têtes des personnages ont été martelées pendant le Révolution. À chaque extrémité du linteau l'ornementation est complétée par la scène du lavement des pieds. À droite Jésus lave les pieds de saint Pierre ; à gauche ce sont deux disciples qui font de même.

### Intérieur

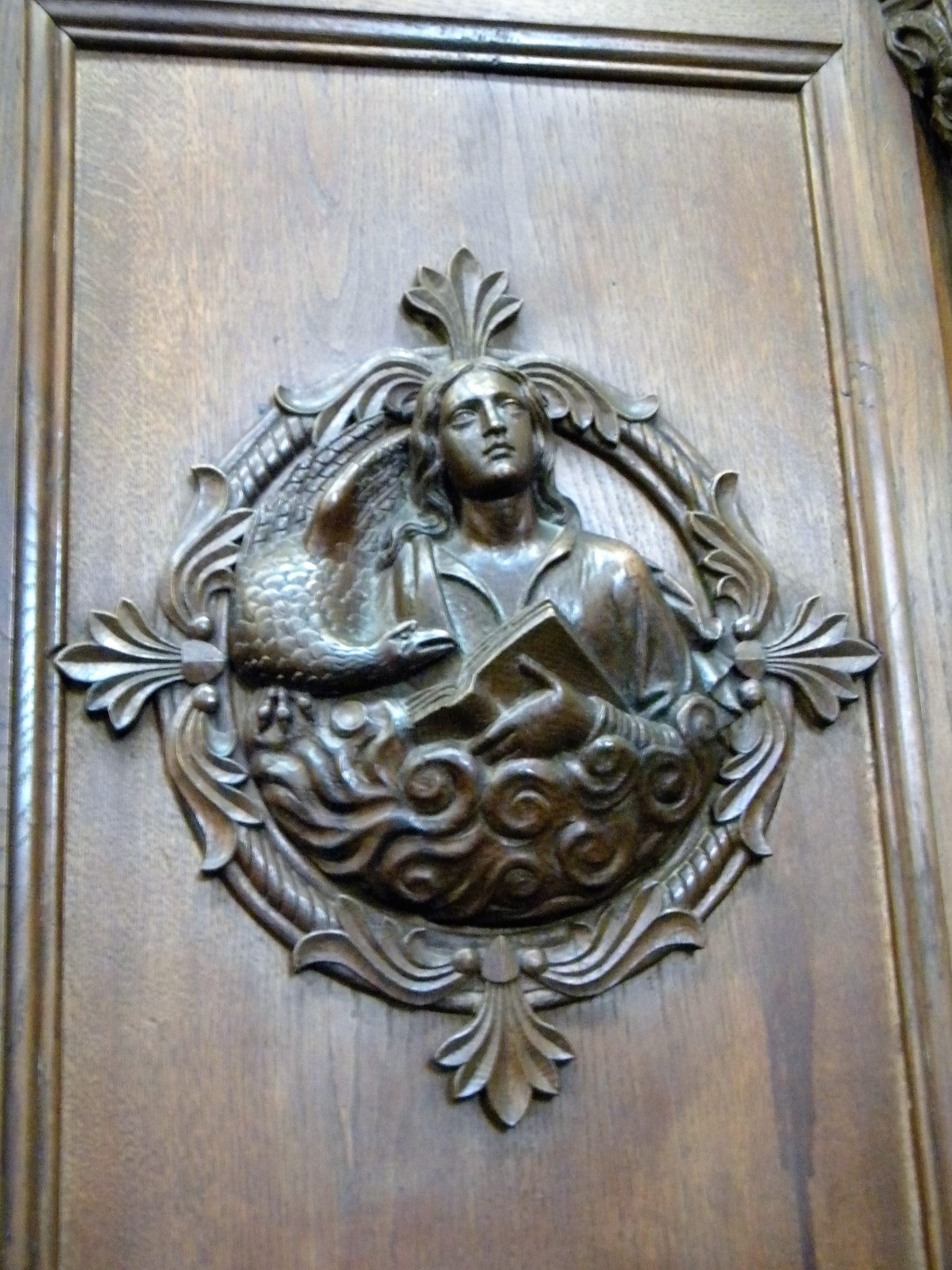
Sculpture en bois sur la chaire à prêcher Saint-Jean l'évangéliste

L'intérieur a été entièrement reconstruit en 1865. Il est style néo-gothique. La porte franchie, existe une travée, située sous le clocher, voûtée par une coupole. Puis une nouvelle porte permet l'accès à la nef. Elle comporte cinq travées, un transept et une abside semi-circulaire, précédée de la travée de chœur. Des boiseries garnissent la totalité du chœur. La chaire à prêcher comporte quatre panneaux sculptés, chacun représentant un évangéliste. Anne-Marie Oursel, lors de sa visite en 1970, les remarque et elle écrit sur la « fiche-objet » (pour son administration) : « Chaire finement travaillée à rampe de bois ajouré, médaillons sculptés des quatre évangélistes, au milieu des panneaux. de la chaire à prêcher ».